# Shatter Me
Shatter Me è il secondo album in studio della violinista statunitense Lindsey Stirling, pubblicato il 29 aprile 2014. È il primo album della Stirling ad includere un featuring con altri artisti, in questo caso con Lzzy Hale (frontwoman degli Halestorm) e Dia Frampton. L'album è stato pubblicato su iTunes il 25 aprile 2014 nella maggior parte del mondo, il 29 aprile 2014 negli Stati Uniti ed il 2 maggio in Germania. Il primo singolo, "Beyond the Veil" è stato rilasciato il 24 marzo, raggiungendo il 22º posto di Billboard Dance ed Electronic Digital Songs. Il video è stato pubblicato il giorno successivo. Il secondo singolo, "Shatter Me", è stato rilasciato il 23 aprile, raggiungendo 1,3 milioni di visualizzazioni dopo solo un giorno su YouTube

## Tracce
1. Beyond the Veil – 4:14
2. Mirror Haus – 3:55
3. V-Pop – 3:45
4. Shatter Me (featuring Lzzy Hale) – 4:40
5. Heist – 3:26
6. Roundtable Rival – 3:23
7. Night Vision – 3:40
8. Take Flight – 4:24
9. Ascendance – 4:26
10. We Are Giants (featuring Dia Frampton) – 3:43
11. Swag – 3:10
12. Master of Tides – 4:21

## Bonus Track - Deluxe Edition
1. Eclipse – 3:15
2. Sun Skip – 3:46
3. Take Flight – 4:25

## Bonus Track - Japanese Deluxe Edition
1. Senbonzakura – 3:24

Lindsey Stirling ha eseguito Senbonzakura per la prima volta il 12 febbraio 2015 al Club Asia di Tokyo, in Giappone.

## Classifiche
| Classifica (2014) | Posizione raggiunta |
| ----------------- | ------------------- |
| Canada            | 5                   |
| Stati Uniti       | 2                   |
| Svizzera          | 3                   |
| Austria           | 3                   |
| Germania          | 3                   |